# Rau sam
Rau sam (danh pháp hai phần: Portulaca oleracea) là một loài cây sống một năm, thân mọng nước trong họ Rau sam (Portulacaceae), có thể cao tới 40 cm. Nó có nguồn gốc từ vùng ven Địa Trung Hải, nhiệt đới châu Phi, Trung Đông tới Pakistan, Afghanistan, nhưng đã thích nghi với điều kiện môi trường ở các khu vực nhiệt đới và ôn đới khác. Ở nhiều nơi nó có thể bị coi là một loài cỏ dại.

## Mô tả
Cây thân thảo sống một năm. Rau sam có rễ cái với các rễ thứ cấp dạng sợi và nó có thể chịu đựng được các loại đất sét rắn, nghèo dinh dưỡng cũng như chịu hạn tốt. Thân cây đôi khi có màu đỏ hoặc tía, trơn nhẵn, không khớp nối, phủ phục hoặc bò sát đất, ít gặp hơn là mọc thẳng đứng ít hay nhiều, lan tỏa, phân nhiều nhánh; các nách lá có một vài lông cứng khó thấy. Lá mọc so le hoặc đôi khi gần mọc đối; cuống lá ngắn; phiến lá phẳng, hình trứng ngược, 10-30 × 5-15 mm, đáy hình nêm, đỉnh tù, thuôn tròn, cắt cụt hoặc rộng đầu. Hoa mọc thành chùm 3-5, đường kính 0,4-0,5 cm, được bao quanh bằng một tổng bao gồm 2-6 lá bắc. Lá đài màu xanh lục, có nắp chụp, ~4 mm, đỉnh nhọn, có gờ. Cánh hoa 5, màu vàng, hình trứng ngược, 3-5 mm, hơi hợp sinh ở đáy, đỉnh rộng đầu. Nhị hoa 7-12, ~ 12 mm; bao phấn màu vàng. Bầu nhụy nhẵn nhụi. Đầu nhụy 4-6 thùy. Quả nang hình trứng, ~ 5 mm. Hạt khi thuần thục có màu đen bóng, không ngũ sắc, hình cầu lệch-hình thận, 0,6-1,2 mm; tế bào vỏ hình sao, thường có nốt sần giống như cái chốt ở trung tâm, đôi khi không có và khi đó có bề mặt dạng hạt ít hay nhiều. Ra hoa tháng 5-8, tạo quả tháng 6-9.

## Các thứ
- Portulaca oleracea var. delicatula Fosberg, 1977: Đặc hữu đảo Aldabra.[3]
- Portulaca oleracea var. oleracea: Nguyên chủng. Phân bố rộng khắp.[4]

## Sử dụng

### Ẩm thực

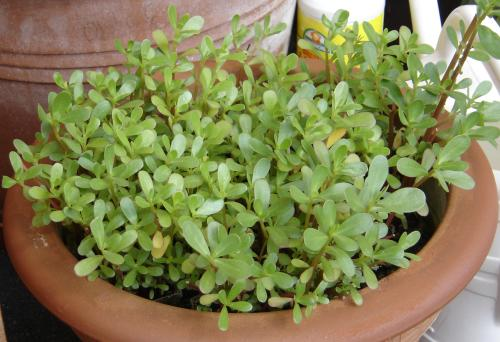
Một giống rau sam trồng làm rau ăn

Tuy được gọi là rau nhưng thường thì người ta chỉ coi nó như là cỏ dại, chỉ dùng nó như là một loại rau ăn lá rất hạn chế. Nó có vị hơi chua và mặn. Nó có thể dùng tươi hay luộc, nấu tương tự như rau bi na. Do các chất nhầy mà nó chứa nên nó cũng được coi là thích hợp cho một số món súp hay thịt hầm. Thổ dân Australia dùng hạt của nó làm một loại bánh mì.
Rau sam chứa nhiều các axít béo omega-3 hơn các loại rau ăn lá khác. Nó là một trong số rất ít các loài cây có chứa EPA omega-3 chuỗi dài.. Nó cũng chứa nhiều loại vitamin (chủ yếu là vitamin C và một số vitamin B cùng các carotenoit), cũng như các chất khoáng dinh dưỡng như magiê, calci, kali và sắt. Trong rau sam còn có hai loại betalain ancaloit, là các betacyanin màu đỏ (trong thân cây màu hồng/đỏ) và các betaxanthin màu vàng (trong các hoa và những phần màu vàng của lá). Cả hai loại ancaloit này đều là các chất chống oxy hóa tiềm năng và người ta cũng phát hiện ra các tính chất chống đột biến gen trong các nghiên cứu trong phòng thí nghiệm.

### Y học
Trong y học truyền thống Hy Lạp, rau sam được dùng để điều trị táo bón và viêm nhiễm hệ bài tiết. Trong thời kỳ cổ đại, các tính chất chữa bệnh của nó được cho là đáng tin cậy đến mức Pliny đã khuyên rằng nên đeo rau sam làm bùa hộ mệnh để xua đuổi ma quỷ (NH 20.120)..

## Lịch sử
Đã từng được sử dụng rộng rãi tại Hy Lạp, nên các phát hiên cổ thực vật học là khá phổ biến tại nhiều khu vực tiền sử của quốc gia này. Trong ngữ cảnh lịch sử, các hạt thu được từ các lớp đất đá cổ tại Kastanas, cũng như tại khu vực Heraion, Sa mos có niên đại vào khoảng thế kỷ 7 TCN. Theophrastus đã đặt tên cho rau sam vào thế kỷ 4 TCN là andrákhne, và coi nó là một trong các loại rau cỏ mùa hè cần gieo hạt vào tháng Tư (H.P 7.12).

## Một vài hình ảnh về cây rau sam

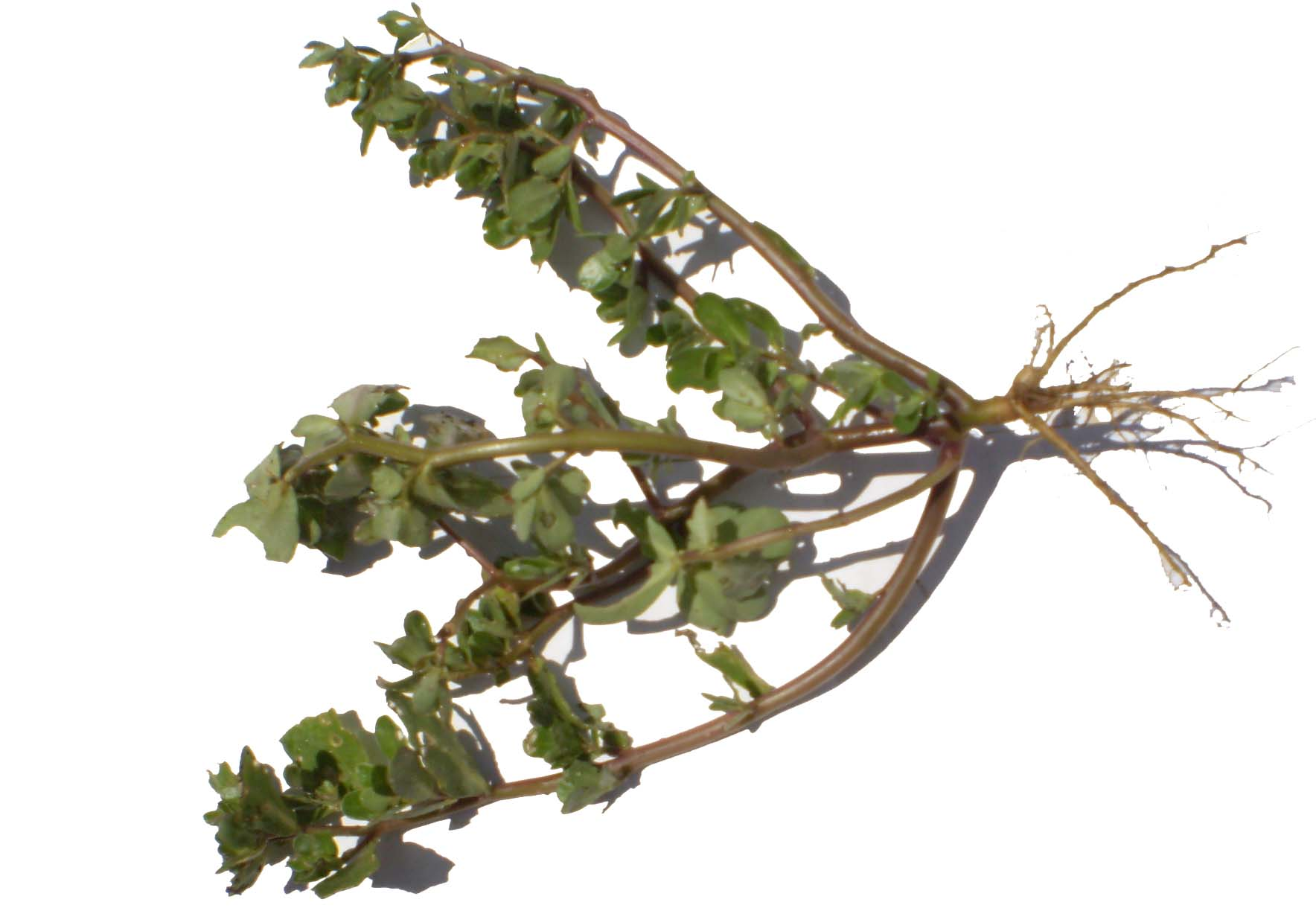
Thân và rễ cây.
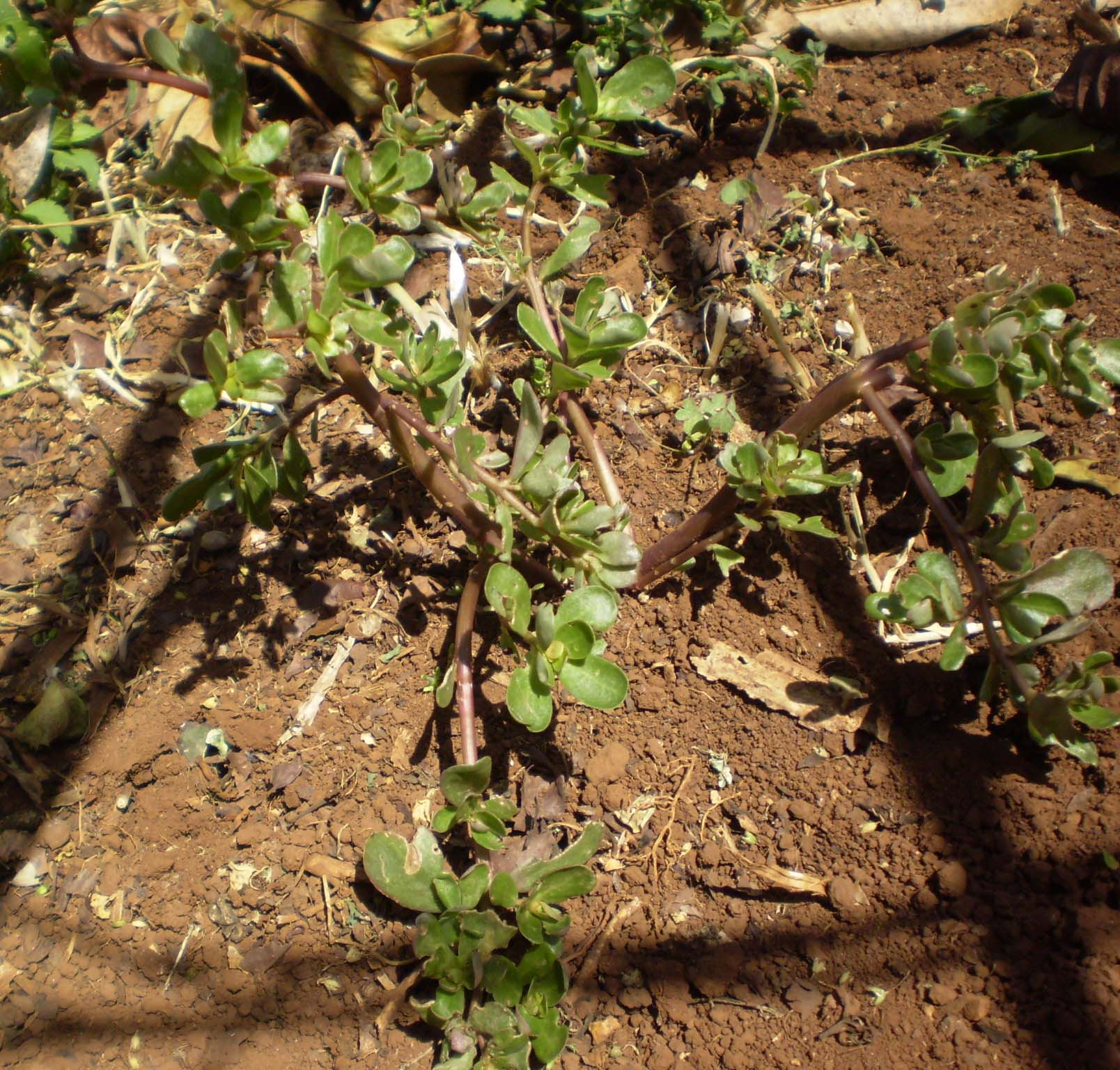
Cây rau sam tại Cư Kuin, Đắk Lắk.